# Великая держава
Вели́кая держа́ва, вели́кие держа́вы (англ. Great power, нем. Die großen Mächte) — условное, не юридическое обозначение суверенных государств, которые, благодаря своему политическому влиянию, играют определяющую роль «в системе международных и международно-правовых отношений».
Понятие «великая держава» получило широкое распространение после завершения наполеоновских войн и создания системы «Европейского концерта».
В научный оборот фраза была введена прусским (немецким) историком Леопольдом фон Ранке, в 1833 году опубликовавшим фундаментальную работу под названием «Великие державы» (нем. Die großen Mächte). В современной геополитике используется в терминологии ООН (полуофициально), политиками и экспертами.

## История

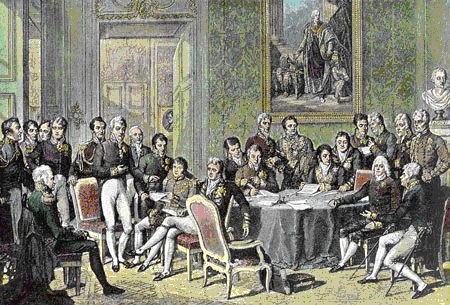
Венский конгресс великих держав в начале XIX века

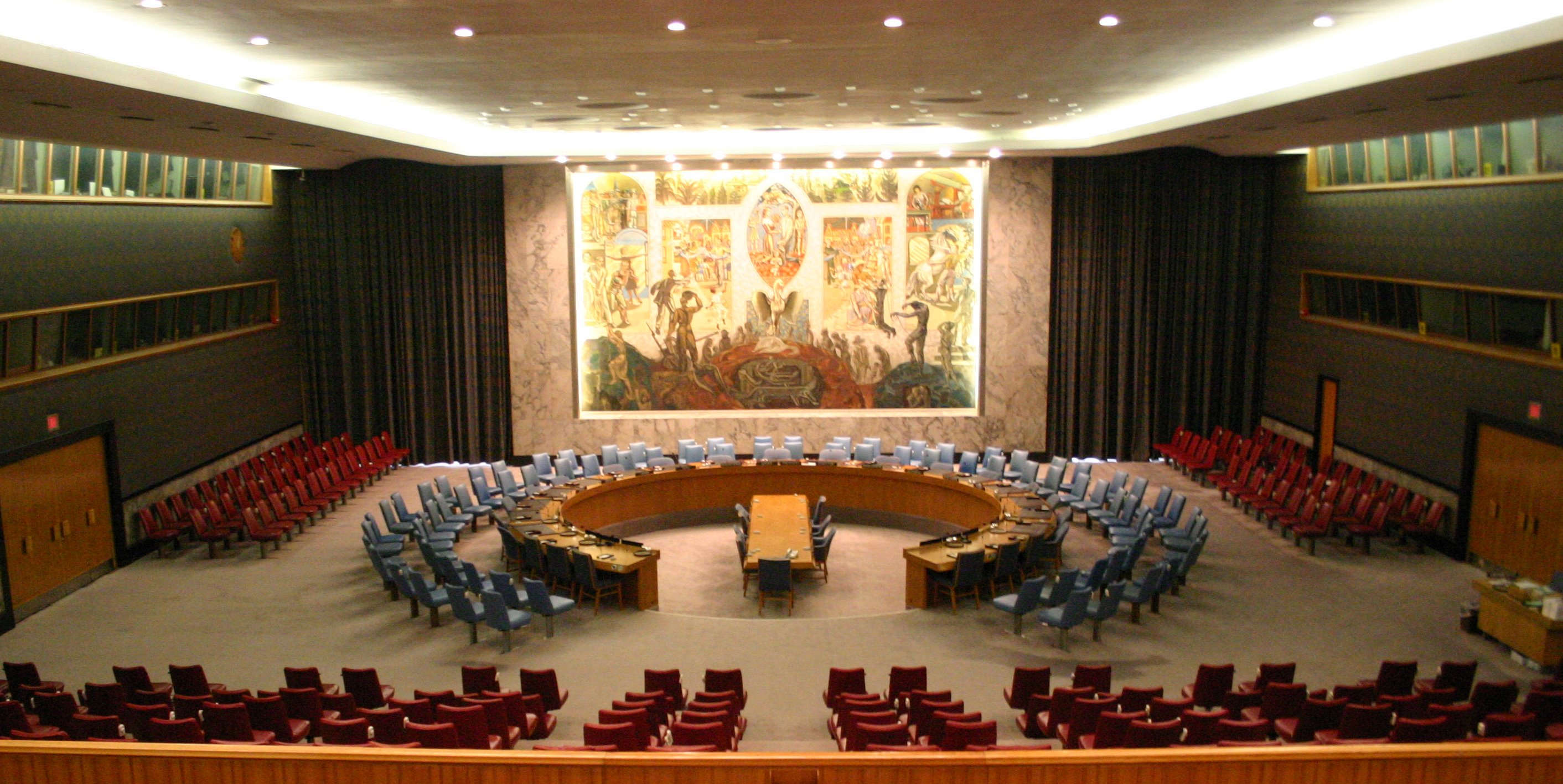
Зал заседаний Совета Безопасности ООН

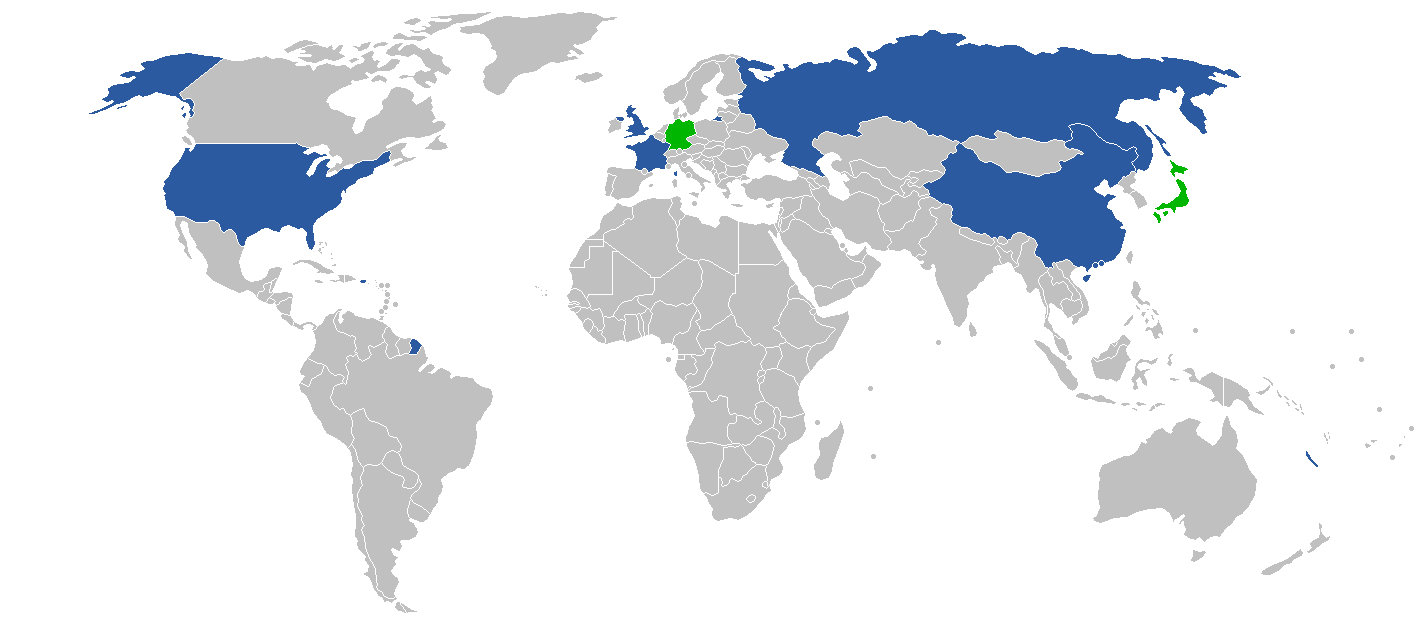
Современные фактические великие державы на карте мира — постоянные (синий цвет) и непостоянные (зелёный цвет) члены СБ ООН

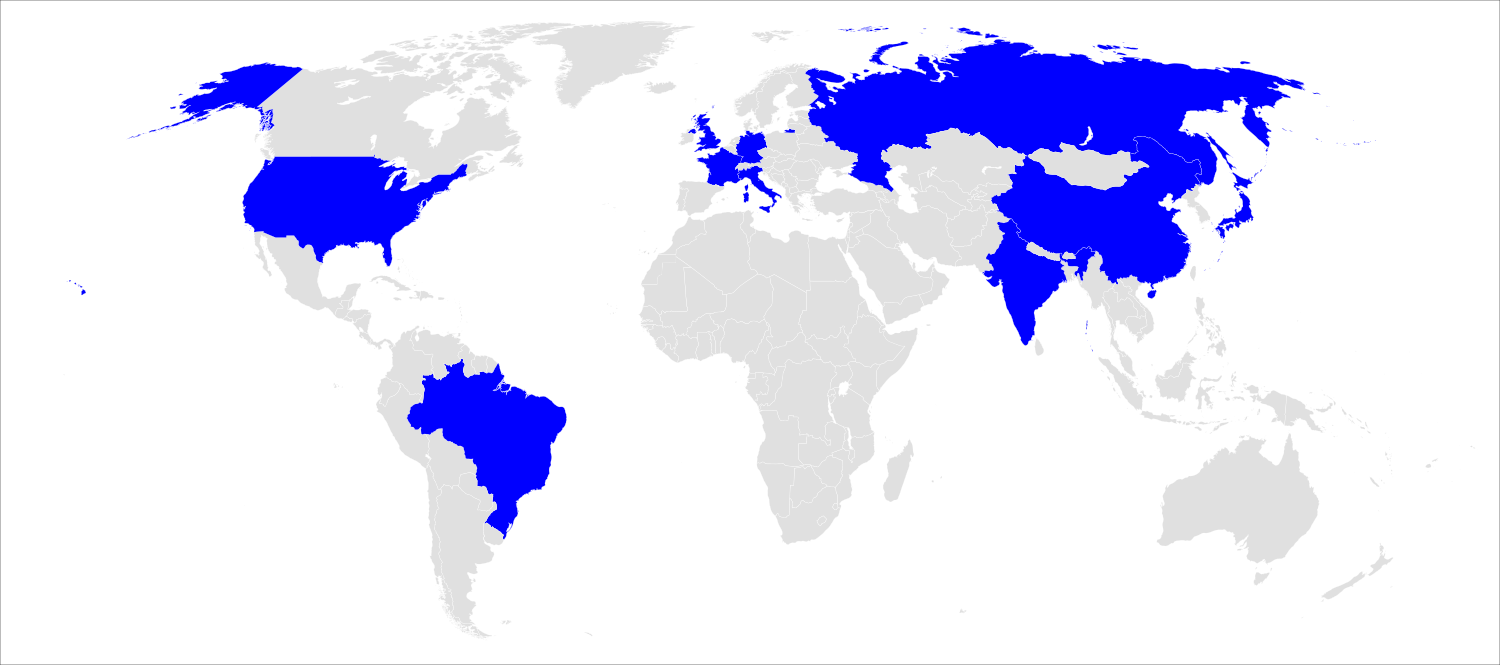
Современные фактические и близкие к этому великие державы на карте мира

Статус «великих держав» впервые получил формальное признание на Венском конгрессе 1814—1815 гг. С созданием Священного союза, данный статус укрепился за четырьмя странами — участницами антифранцузской коалиции — Великобритания, Австрия, Пруссия, Россия, а с 1818 года — также за Францией. Отличительной чертой новой системы международных отношений (так называемой «концертной дипломатии») стала необходимость согласия великих держав на любые территориальные изменения в послевоенной Европе.
После Европейских революций 1848—1849 годов баланс сил в сложившейся системе стал меняться. Многие историки сходятся во мнении, что к началу XX века в Европе существовало пять — шесть держав, претендовавших на статус «великих»: Великобритания, Россия, Франция, Германская империя (как преемница Пруссии), Италия (после объединения страны в 1860-х и с оговоркой наименьшая из великих держав) и Австро-Венгрия (как преемница Австрийской империи). Последняя навсегда утратила статус «великой державы» после поражения в Первой мировой войне и последовавшего распада. Также распалась приблизившаяся было к статусу великих держав Османская империя. К внеевропейским великим державам в конце XIX — начале XX века стали причислять новую первую экономику мира Соединённые Штаты Америки (которые, впрочем, большого влияния на международную политику до Первой мировой войны не оказывали) и модернизировавшуюся Японию.
Согласно подсчётам ряда историков, великие державы так или иначе участвовали в большинстве международных конфликтов и войн XIX—XX веков.
До 1919 года великие державы решали кардинальные международные проблемы на конференциях, по результатам которых они заключали между собой международные договоры. Остальным странам, имевшим статус цивилизованных наций, автоматически предлагалось признать тот порядок, который устанавливался этими договорами. В 1919 году была создана Лига Наций как постоянный международный орган, призванный в том числе решать вопросы, которые ранее решались на конференциях великих держав. Преемником Лиги Наций с 1945 года стала Организация Объединённых Наций.
Формальный статус «великих держав» сохраняют пять постоянных членов Совета Безопасности ООН. Все эти страны являются «старыми» ядерными державами. В то же время, согласно З. Бжезинскому и почти всем другим мировым политологам-экспертам, к концу XX века в число фактических великих держав вернулись Япония (в экономическом, технологическом и финансовом отношении, вторая ключевая страна Запада с конца XX века) и воссоединившаяся Германия (лидер Европейского союза). Кроме того, помимо них, в современном мире XXI века как кандидаты в число постоянных членов расширенного состава Совета Безопасности и как страны, приблизившиеся по потенциалу и политическому влиянию к положению великих держав, называются другие члены БРИКС Индия и Бразилия, а также (реже) ЮАР и Италия.
Долгое время великие державы использовали своё влияние на международных переговорах для заключения «неравноправных» соглашений, без учёта интереса других участников. Ситуация стала меняться после Второй мировой войны. Хотя сегодня великие державы не в силах самостоятельно изменять «общие договоры», они, как правило, способны заблокировать «нежелательный их пересмотр». Уставом ООН на великие державы возложена главная ответственность за поддержание мира и всеобщей безопасности.
Как отмечает Financial Times в июне 2014 года: «Мир пробуждается от постмодернистских снов о глобальном правлении в очередную эру соперничества великих держав».

## Характеристики
Обычно исследователи выделяют три «измерения», по которым проводится оценка соответствия державы статусу «великой»:
- мощь державы (её ресурсный потенциал);
- «пространственное измерение», или «география интересов» (критерий, позволяющий отличить великую державу от региональной);
- статус (формальное или неформальное признание за государством статуса «великой державы»)[22].

### Ресурсный потенциал
Различные исследователи по-разному трактуют определение «великой державы». Так, британский историк А. Тэйлор считал, что каждая держава, претендующая на статус великой, должна пройти «испытание войной». Подобного мнения придерживался и Куинси Райт, и ряд других специалистов по международному праву и истории дипломатии. Согласно их точке зрения, приобрести статус великой державы можно было, «в первую очередь, за счёт военного престижа, военного потенциала и военных успехов». Позднейшие исследователи придавали термину более широкое значение, связывая его с «людскими, военными, экономическими и политическими ресурсами». По меткому выражению французского историка Ж.-Б. Дюрозеля, великой державой должна считаться «та, которая способна отстоять свою независимость в противоборстве с любой другой державой». Согласно иной точке зрения, «великая держава должна быть не менее могущественна, чем коалиция обычных государств». Один из общепринятых постулатов гласит, что «великая держава должна уметь вести великую войну». Последнее парадоксальным образом сочетается с устоявшимся взглядом на «великие войны» как на войны, «в которых участвуют великие державы». По мнению И. И. Лукашука, критерии великих держав менялись со временем. Если изначально основное внимание уделялось военной силе, позднее всё бо́льшую роль стали играть экономический и научно-технический потенциал государства, его «морально-политический авторитет».

### География интересов
Анализируя черты, присущие «великой державе», многие авторы указывают на «географическую плоскость её влияния». Различные источники
отмечают «надрегиональный» характер интересов подобного государства, как и способность последнего отстаивать свои интересы на международной арене. Кроме того, «пространственное измерение» может служить удобным маркером для выделения среди великих держав так называемых «сверхдержав». Также предпочтительно, чтобы великая держава не имела на своей территории военных баз других государств как, к примеру, имеют на своей территории Япония, Великобритания, Германия, Италия; и, напротив, участвовала в военных операциях или имела такую возможность далеко за своими пределами. Как отмечает профессор-историк Линда Колли: «В девятнадцатом веке и Российская и Японская империи спонсировали кругосветные плавания, чтобы продемонстрировать и утвердить свой статус великих держав».

### Статус
Помимо формального статуса «великих держав» ввиду постоянного членства в Совете Безопасности ООН, фактические и близкие к этому великие державы могут иметь статус ядерной державы (обладая самым мощным в наше время ядерным оружием) и космической державы.

## В современном мире
На данный момент, по мнению некоторых, к великим державам по факту относятся как минимум Китай и США. Кроме того, к великим державам в наше время, как правило, относят Францию и Великобританию, так как они сохранили относительно дееспособный военный флот и оказывают существенное влияние на дела многих своих бывших колоний по всему миру. Также, к числу великих держав часто относят Россию, так как она имеет влияние на страны ОДКБ. Одним из наиболее распространённых критериев великодержавного статуса в современном мире является постоянное участие в Совете безопасности ООН и обладание правом вето. В состав постоянных членов Совбеза ООН входят Великобритания, Китай, Россия, США и Франция.

## Сверхдержава
Во время Холодной войны (1946—1991) по отношению к США и Союзу ССР использовалось схожее понятие «сверхдержава» (англ. superpower), указывающее на огромное политическое, экономическое и военное превосходство над большинством других государств и лидерство в своих военно-политических блоках. После распада СССР в 1991 году в мире осталась одна из двух «сверхдержав» — США.

## Критика
Писатель Лев Толстой резко отрицательно относился к концепции великих держав (что применимо и к их производным понятиям, таким как «Сверхдержава») и считал, что «задача человечества состоит теперь не в том, чтобы образовать великие державы, а в том, чтобы уничтожить великие державы, те самые, от которых происходят все бедствия народов, а соединить все народы в одну семью без разделения на державы и вражды, вытекающей из такого деления».